# Bothriospermum secundum
Bothriospermum secundum là loài thực vật có hoa trong họ Mồ hôi. Loài này được Maxim. mô tả khoa học đầu tiên năm 1859.